# Ang Lee
Ang Lee (en xinès 李安) és un director de cinema taiwanès, nascut el 23 d'octubre de 1954. L'èxit de les seves pel·lícules al seu país natal i internacionalment, van precipitar la seva arribada a Hollywood amb Sentit i sensibilitat (1995), per la qual va rebre elogis crítics i diversos premis. Va passar a dirigir pel·lícules en una àmplia gamma de gèneres. Va guanyar el Premi Oscar al millor director l'any 2006 per Brokeback Mountain i l'any 2013 per La Vida de Pi. Gran part del treball de Lee és conegut per la seva càrrega emocional i per l'exploració d'emocions reprimides i ocultes, que els especialistes en cinema creuen que són els responsables del seu èxit per compensar les barreres culturals existents i aconseguir un reconeixement internacional com el que ha aconseguit.

## Biografia
Ang Lee va néixer i va créixer a Chaozhou, Pingtung (Taiwan). Va créixer en una llar que va posar un gran èmfasi en l'educació. A Taiwan va estudiar a la National Arts School (actualment National Taiwan University of Arts), on es graduà el 1975. Veure la La font de la donzella (1960) d'Ingmar Bergman's va ser una gran experiència formativa. El 1975, després de fer el servei militar, va traslladar-se als Estats Units per ampliar estudis en teatre a la Universitat d'Illinois, a Urbana-Champaign (Illinois), on es graduà el 1980. Tot i que volia ser actor, la dificultat amb l'idioma el va impulsar a fer direcció. L'any 1983 es va casar amb la biòloga molecular Janice Lin, també taiwanesa, amb qui ha tingut dos fills, Haan Lee i Mason Lee.

### Carrera com a director
Va debutar com a director amb Pushing Hands (1992), una comèdia dramàtica sobre família i xoc cultural. L'any següent va aconseguir la fama internacional en guanyar l'Os d'Or al Festival de Berlín i en ser candidat a l'Oscar a la millor pel·lícula de parla no anglesa per The Wedding Banquet (1993), una comèdia romàntica centrada en un personatge homosexual. Repetiria la nominació amb la comèdia de costums Eat Drink Man Woman (1994).
Sentit i sensibilitat (1995) va ser el primer títol filmat per Ang Lee fora del seu país. És una història d'època basada en un text de Jane Austen que va ser nominada a set Oscars, dels quals Emma Thompson en va aconseguir el de millor guió. Dos anys més tard filmà el drama coral i familiar La tempesta de gel (1997), una pel·lícula que adaptava una novel·la de Rick Moody amb un guió premiat a Cannes de James Schamus, i posteriorment Cavalca amb el diable (1999), western amb la presència de Tobey Maguire, Skeet Ulrich i la cantant Jewell.
Va estrenar segle amb Tigre i drac (2000), fantasia històrica d'arts marcials basada en un llibre de Du Lu Wang amb la qual va aconseguir l'Oscar a la millor pel·lícula de parla no anglesa. Tres anys després va adaptar el còmic de la [Marvel] Hulk (2003) en un film protagonitzat per Eric Bana que va ser rebut amb fredor, tot el contrari que el drama homosexual Brokeback Mountain (2005), amb Heath Ledger i Jake Gyllenhaal per la qual Ang Lee va guanyar l'Oscar al millor director.
A Lust, Caution (2007) va rodar una història d'intriga i erotisme en temps de l'ocupació japonesa de la Xina. I a Taking Woodstock (2009) ambienta la celebració a finals dels anys 60 del cèlebre musical Festival de Woodstock.

### 1994–2012: Avenç i aclamació

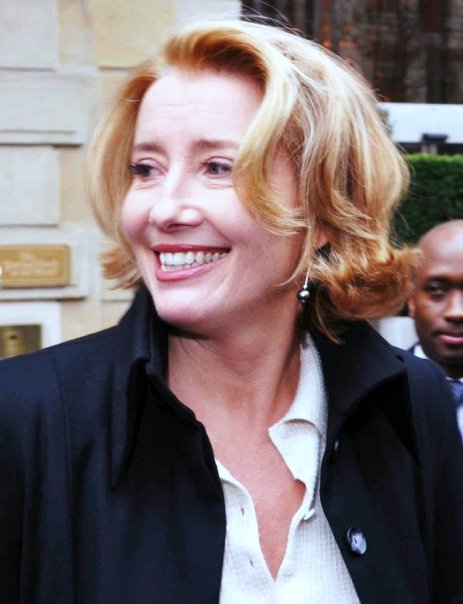
Amb l'ajuda de la guionista i actriu Emma Thompson, Lee va adaptar Sentit i sensibilitat (1995)

El 1995, Lee va dirigir el clàssic britànic Sense and Sensibility de Columbia TriStar, basat en la novel·la homònima de Jane Austen. Això va convertir Lee en el segon guanyador de l'Ós d'Or al Festival de Cinema de Berlín. Va ser nominat a set premis de l'Acadèmia i va guanyar el premi al millor guió adaptat per a la guionista Emma Thompson, que també va protagonitzar la pel·lícula al costat d’Alan Rickman, Hugh Grant i Kate Winslet. Sentit i sensibilitat també va guanyar el Globus d'Or a la millor pel·lícula dramàtica. Thompson ha descrit l'experiència de treballar amb Lee a la seva primera pel·lícula en anglès, i ha assenyalat com de sorprès es va quedar Lee quan els actors van fer preguntes o van donar suggeriments, una cosa que Thompson assenyala com a poc comuna en la cultura xinesa. Un cop superada aquesta disjunció, Thompson recordava haver-ho passat d'allò més bé perquè les seves notes eren tan brutals i divertides. Janet Maslin, de The New York Times, va elogiar l'adaptació escrita per Lee: «El Sr. Lee busca alguna cosa més accessible, una comèdia de costums brillant, colorida i totalment contemporània. Ho aconsegueix de manera tan agradable que Sentit i sensibilitat iguala el Clueless, basat en Austen, per pura diversió».
Després d'això, Lee va continuar dirigint a Hollywood. Va fer The Ice Storm (1997), un drama ambientat als suburbis dels Estats Units dels anys 70, protagonitzat per Kevin Kline, Sigourney Weaver, Joan Allen i Tobey Maguire. La pel·lícula va competir al Festival de Cinema de Cannes de 1997 per la Palma d'Or. Va rebre el premi al millor guió del Festival de Cinema de Cannes. Angie Errigo, d’Empire, va elogiar el guió de la pel·lícula: «Lee sembla incapaç de fer una pel·lícula que no sigui excepcional», i va afegir: «La veritable bellesa d'aquesta pel·lícula és la manera com Lee canvia la seva història de la farsa sexual al drama juvenil i a la desesperació tràgica amb l'ajuda d'un repartiment perfecte».
Lee va fer una altra pel·lícula, el drama revisionista western Ride with the Devil (1999), ambientada durant la Guerra Civil Americana. La pel·lícula, protagonitzada per Tobey Maguire, Skeet Ulrich i Jeffrey Wright, va rebre crítiques diverses i va ser un èxit de taquilla. Entertainment Weekly ho va descriure com a estranyament poc atractiu i «l'acumulació groga cerosa de bon gust seriós segella tots els personatges del nostre accés. Aquests americans no són figures d'acció; són figures de col·lecció». Durant un temps, això va interrompre la popularitat ininterrompuda de Lee.– tant per al públic general com per als aficionats a l'art i l'art– des del seu primer llargmetratge. No obstant això, a finals dels anys noranta i 2000, The Ice Storm va tenir un alt nombre de vendes i lloguers de VHS i DVD, i repetides projeccions a la televisió per cable, cosa que ha augmentat la popularitat de la pel·lícula entre el públic.
El 1999, Hsu Li-kong, antic soci i partidari de Lee, el va convidar a fer una pel·lícula basada en el gènere tradicional wuxia, sobre les aventures dels artistes marcials a l'antiga Xina. Entusiasmat amb l'oportunitat de complir el seu somni d'infantesa, Lee va reunir un equip dels Estats Units, Taiwan, Hong Kong, Malàisia i la Xina continental per a Crouching Tiger, Hidden Dragon (2000). La pel·lícula va estar protagonitzada per Chow Yun-fat, Michelle Yeoh i Zhang Ziyi i va tenir un èxit sorprenent a tot el món. Amb diàlegs en xinès i subtítols en anglès, la pel·lícula es va convertir en la pel·lícula estrangera més taquillera en molts països, inclosos els Estats Units i el Regne Unit. Els crítics van elogiar la pel·lícula. Michael Rechtshaffen, de The Hollywood Reporter, va elogiar l'escriptura de Lee: «per al seu primer treball en xinès des de Eat Drink Man Woman de 1994, Lee prova una mica d'arts marcials, amb resultats increïblement emocionants». Va afegir: «Una epopeia romàntica arrebossada amb una forta columna vertebral feminista, la [pel·lícula] completament entretinguda també compta amb una generosa oferta de seqüències d'acció realment impressionants que fan que The Matrix sembli francament pintoresca en comparació». La pel·lícula va ser nominada a 10 premis de l'Acadèmia, incloent-hi Millor Pel·lícula, Millor Pel·lícula de Parla Estrangera i Millor Director. Va acabar guanyant el premi a la millor pel·lícula estrangera i tres premis tècnics.

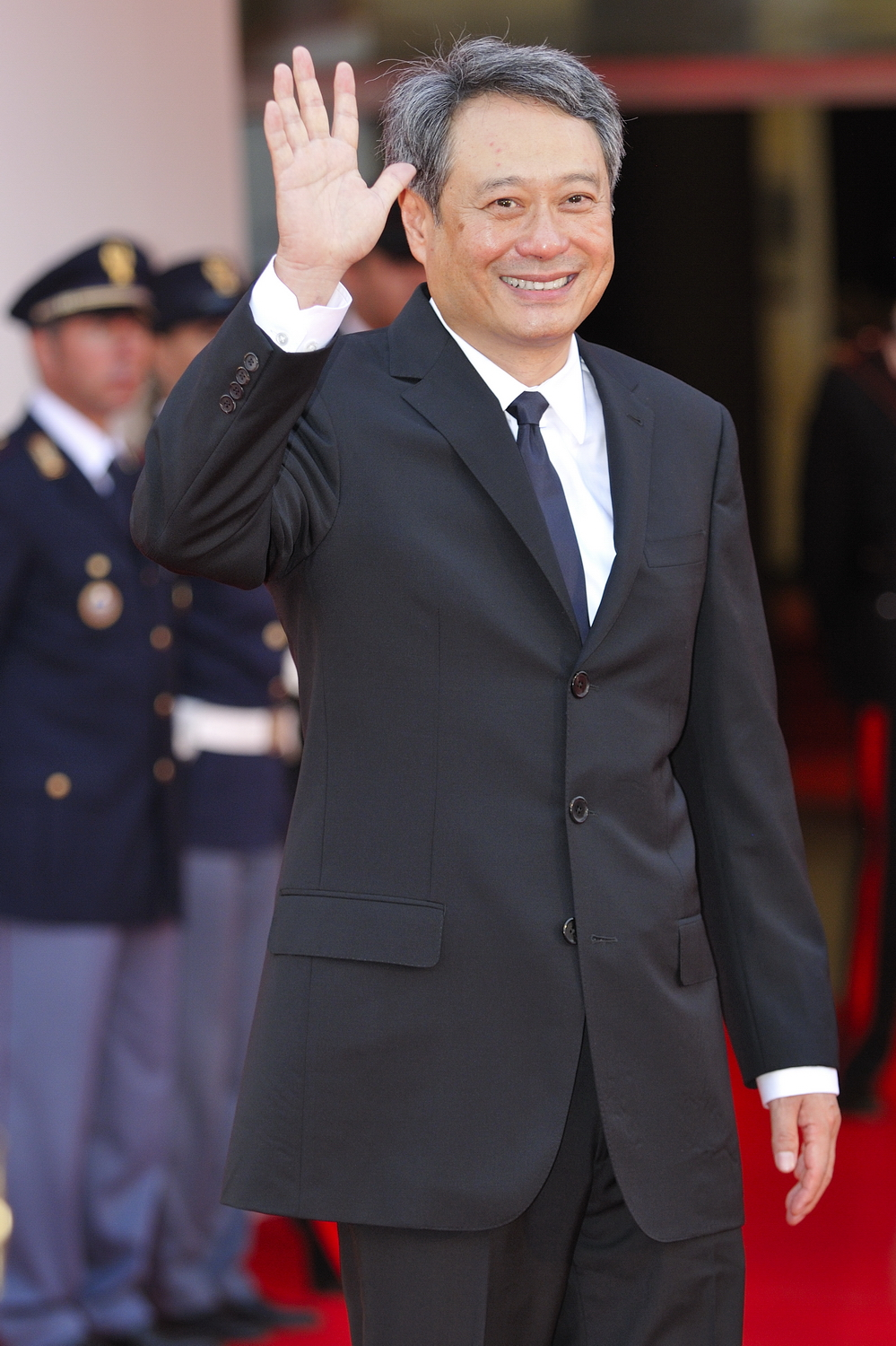
Lee al Festival Internacional de Cinema de Venècia el 2009

El 2003, Lee va tornar a Hollywood per dirigir l’èxit de superherois Hulk, la seva segona pel·lícula de gran pressupost després de la decepció de l'estrena restringida de Ride with the Devil. La pel·lícula va ser produïda per Universal Pictures en col·laboració amb Marvel Entertainment. Va ser protagonitzada per Eric Bana com a Bruce Banner/Hulk, amb les actuacions secundàries de Jennifer Connelly, Sam Elliot i Nick Nolte. La pel·lícula va rebre crítiques diverses tot i que va ser un èxit financer, recaptant més de 245 dòlars. milions a taquilla. Després del revés, Lee va considerar retirar-se aviat, però el seu pare el va animar a continuar fent pel·lícules. Roger Ebert va donar a la pel·lícula una crítica positiva, escrivint: «Lee intenta abordar realment els problemes de la història de Hulk, en comptes de simplement tallar a efectes visuals sense cervell».
Lee va assumir una pel·lícula independent de baix pressupost i baix perfil basada en el conte finalista del Premi Pulitzer d’Annie Proulx, Brokeback Mountain. En un article del 2005 de Robert K. Elder, Lee va ser citat dient: «Què en sé jo sobre els treballadors gais d'un ranxo a Wyoming?». Malgrat la distància del director amb el tema en qüestió, Brokeback Mountain va mostrar les habilitats de Lee per sondejar les profunditats del cor humà. La pel·lícula del 2005 sobre l'amor prohibit entre dos pastors de Wyoming va captar immediatament l'atenció del públic i es va convertir en un fenomen cultural, iniciant intensos debats i convertint-se en un èxit de taquilla.
La pel·lícula va ser aclamada per la crítica en els principals festivals de cinema internacionals i va guanyar nombrosos premis a la Millor Directora i a la Millor Pel·lícula a tot el món. Brokeback Mountain va ser la pel·lícula més aclamada del 2005, guanyant 71 premis i 52 nominacions addicionals. Va guanyar el Lleó d'Or (millor pel·lícula) al Festival Internacional de Cinema de Venècia i va ser nomenada la millor pel·lícula del 2005 pels crítics de cinema de Los Angeles, Nova York, Boston i Londres. També va guanyar el premi a la millor pel·lícula als premis Associació de Crítics de Retransmissions Cinematogràfiques, Sindicat de Directors dels Estats Units, Premis del Sindicat de Guionistes dels Estats Units (guió adaptat), Producers Guild of America i Premis Independent Spirit del 2005, així com el Globus d'Or a la millor pel·lícula. – Drama, amb Lee guanyant el Globus d'Or al millor director. Brokeback Mountain també va guanyar els premis BAFTA a la Millor Pel·lícula i al Millor Director del 2006. Va ser nominada a un dels vuit millors premis Oscar i era la favorita a Millor Pel·lícula abans de la cerimònia del 5 de març, però va perdre contra Crash, una història sobre les relacions racials a Los Angeles, en una sorpresa polèmica. Es va convertir en la primera persona no blanca a guanyar el premi al millor director als Premis de l'Acadèmia (que va tornar a guanyar per La vida de Pi). El 2006, després del seu Oscar al millor director, Lee va ser guardonat amb l'Orde de l'Estrella Brillant amb Gran Cordó, el segon guardó civil més important, pel govern de la República de Xina.

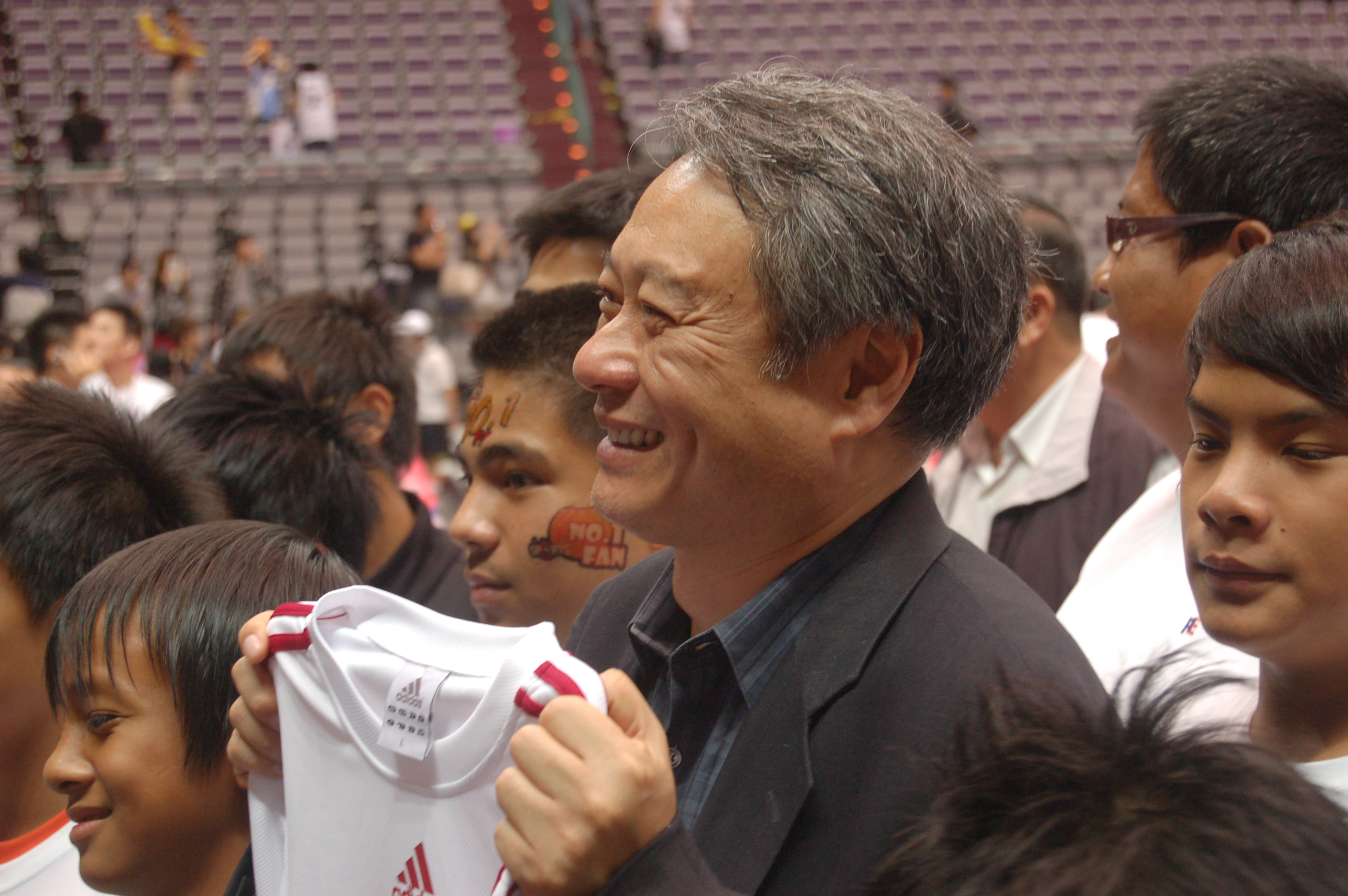
Lee a Taiwan el 2009

La seva següent pel·lícula va ser Lust, Caution, que va ser adaptada d’una novel·la curta de l'autora xinesa Eileen Chang. La història va ser escrita el 1950 i es basa lliurement en un esdeveniment real que va tenir lloc entre 1939 i 1940 a la Xangai ocupada pels japonesos, Xina, durant la Segona Guerra Mundial. Lust, Caution va ser distribuïda per Focus Features i es va estrenar en festivals internacionals de cinema a l'estiu i principis de la tardor del 2007. Als Estats Units, la pel·lícula va rebre una qualificació NC-17 (no s'admeten menors de 17 anys) de la MPAA, principalment a causa de diverses escenes de sexe molt explícites. Això va ser un repte per a la distribució de la pel·lícula perquè moltes cadenes de cinemes dels Estats Units es neguen a projectar pel·lícules de la NC-17. El director i l'estudi cinematogràfic van decidir no apel·lar la decisió. Lee va eliminar 9 minuts de la pel·lícula per fer que el contingut fos adequat per a un públic menor d'edat i així poder projectar Lust, Caution a la Xina continental.
Lust, Caution va guanyar el Lleó d'Or de la Biennal de Cinema de Venècia del 2007, convertint Lee en el guanyador del premi més alt per segona vegada en tres anys (Lee és un dels quatre únics cineastes que han guanyat el Lleó d'Or dues vegades). Quan Lust, Caution es va representar a la Taiwan natal de Lee en la seva edició completa original, va tenir una gran acollida. En quedar-se a Taiwan per promocionar la pel·lícula i participar en una festa tradicional, Lee es va emocionar quan va descobrir que la seva obra era àmpliament aplaudida pels seus compatriotes taiwanesos. Lee va admetre que tenia poques expectatives per part del públic nord-americà d'aquesta pel·lícula, ja que el seu ritme, el seu llenguatge cinematogràfic– tot és molt xinès. Taiwan va presentar la pel·lícula per a la seva consideració a la categoria de Millor Pel·lícula de Parla Estrangera als Premis de l'Acadèmia, però l'Acadèmia va dictaminar que un nombre insuficient de ciutadans taiwanesos havia participat en la producció, descalificant-la així de futures consideracions; no va ser nominada a cap altra categoria.
Lee va ser escollit president del jurat del Festival de Cinema de Venècia de 2009. La següent pel·lícula de Lee després de Taking Woodstock del 2009 va ser La vida d'en Pi, que va ser adaptada de la novel·la homònima escrita per Yann Martel. La història era una narració retrospectiva en primera persona de Pi, un noi de 16 anys de l'Índia, que és l'únic humà que ha sobreviscut a l'enfonsament d'un carguer que va de l'Índia al Canadà. Es troba en un bot salvavides amb un orangutan, una hiena, una zebra ferida i un tigre de Bengala. Durant aquest improbable viatge, el jove Pi qüestiona la seva creença en Déu i el significat de la vida. La novel·la es va considerar impossible de convertir en pel·lícula, però Lee va convèncer la 20th Century Fox perquè invertís 120 milions de dòlars i va confiar en gran manera en els efectes especials en 3D en la postproducció. A diferència de la majoria d'altres precedents de ciència-ficció, Lee explora l'horitzó artístic de l'aplicació d'efectes 3D i amplia els límits de com aquesta tecnologia pot servir a la visió artística de la pel·lícula. La pel·lícula es va estrenar comercialment durant el cap de setmana d'Acció de Gràcies del 2012 als Estats Units i a tot el món, i es va convertir en un èxit de crítica i taquilla. El gener de 2013, La vida de Pi va obtenir 11 nominacions als premis de l'Acadèmia, incloent-hi millor pel·lícula, millor director, millor guió adaptat i millors efectes visuals. Va acabar guanyant el Oscar a la millor direcció.

### 2013-present: Fluctuacions professionals
El 2013, va ser seleccionat com a membre del jurat principal de la competició al Festival de Cinema de Cannes de 2013. El març de 2013 es va anunciar que Lee dirigiria un pilot de televisió per a la sèrie dramàtica Tyrant, creada per Gideon Raff i desenvolupada per Howard Gordon i Craig Wright. La producció de la sèrie FX estava prevista per a l'estiu de 2013. No obstant això, Lee va decidir abandonar el projecte per prendre un descans de la seva atapeïda agenda.
Lee va dirigir després el drama bèl·lic Billy Lynn's Long Halftime Walk basat en la novel·la del mateix nom. Va ser la seva primera pel·lícula des que va guanyar l'Oscar al millor director per La vida d'en Pi. La pel·lícula va estar protagonitzada per Joe Alwyn, Kristen Stewart, Vin Diesel, Steve Martin i Chris Tucker. La pel·lícula és una sàtira sobre la participació dels Estats Units a l'Iraq, amb la història d'un soldat a qui se li desencadena un trastorn d'estrès posttraumàtic durant un partit de futbol texà. Va ser distribuïda per Sony Pictures Releasing i es va estrenar el novembre de 2016. Es va estrenar al Festival de Cinema de Nova York i va rebre una resposta mixta tant del públic com de la crítica, i va ser un fracàs de taquilla. Molts crítics van criticar la seva alta freqüència d'imatges. Peter Bradshaw, de The Guardian, va descriure la pel·lícula com a «no amb immediatesa d'actualitat ni amb una perspectiva històrica real i, carregada de flashbacks pedants i previsibles, finalment no porta enlloc interessant».
L'abril de 2017, Lee va iniciar converses amb Skydance Media per dirigir un thriller d'acció, Gemini Man, que segueix un alt funcionari de la DIA perseguit per un jove clon d'ell mateix just quan està a punt de retirar-se de l'agència. Will Smith va ser escollit per al paper principal. El gener de 2018, Clive Owen i Mary Elizabeth Winstead van ser escollits com a antagonista i protagonista femenina, respectivament. La pel·lícula es va estrenar l'11 d'octubre de 2019 amb crítiques negatives i va ser un fracàs a taquilla. Alissa Wilkinson, de Vox, va escriure: «Si Gemini Man és el futur del cinema de gran pressupost, espero que algú a Hollywood s'estigui preocupant». Peter Debruge, de Variety, va escriure: «Va ser el guió el que mai va complir la promesa de la seva premissa».

#### Projectes propers
El 2013, Lee va començar el desenvolupament d'una pel·lícula que dramatitzava la lluita pel títol de pesos pesants entre Joe Frazier i Muhammad Ali, coneguda com a Thrilla in Manila. La pel·lícula havia de ser produïda per Universal amb un guió escrit per Peter Morgan, però Lee la va posposar més tard el 2014 per tal de fer Billy Lynn's Long Halftime Walk. El desembre de 2015 es va anunciar que el projecte, provisionalment titulat Thrilla in Manila, ara amb Studio 8, seria la seva propera pel·lícula després de Gemini Man. Segons sembla, David Oyelowo i Ray Fisher eren les millors opcions de Lee per als papers principals de Frazier i Ali, respectivament, i esperava filmar en 3D. Lee va anunciar el novembre de 2022 que estava treballant en una pel·lícula biogràfica sobre la vida de Bruce Lee protagonitzada pel seu fill, Mason Lee.

## Vida personal
Lee viu a Larchmont, al comtat de Westchester, Nova York, amb la seva dona, Jane Lin, microbiòloga del New York Medical College. Es van conèixer el 1978 mentre tots dos estudiaven a la Universitat d'Illinois a Urbana-Champaign. La trobada va tenir lloc durant un viatge d'un grup d'estudiants internacionals a Gary, Indiana, per veure el Campionat de la Sèrie Mundial de la Lliga Sènior, quan tots dos seien un al costat de l'altre a l'autobús. Després de cinc anys de relació, es van casar el 1983. Després de graduar-se a la Tisch School of the Arts de la Universitat de Nova York, Lee va ser pare de família durant sis anys, amb el suport de Lin, fins que va guanyar el premi de l'Oficina d'Informació del Govern de Taiwan per fer la seva primera pel·lícula, Pushing Hands (1991). Tenen dos fills, entre ells Mason. De vegades es descriu a Lee com un ciutadà estatunidenc naturalitzat, però ha dit que és resident permanent dels Estats Units. Lee ha declarat que creu en el Buda taoista.

## Filmografia
- Pushing Hands (1992)
- The Wedding Banquet (1993)
- Eat Drink Man Woman (1994)
- Sentit i sensibilitat (1995)
- La tempesta de gel (1997)
- Cavalca amb el diable (1999)
- Tigre i drac (2000)
- Hulk (2003)
- Brokeback Mountain (2005)
- Lust, Caution (2007)
- Taking Woodstock (2009)
- La vida de Pi (2012)
- Billy Lynn's Long Halftime Walk (2016)
- Gemini Man (2019)